# Софијски сабор (Полоцк)
Саборна црква Свете Софије (Белорусија. Софијски сабор) је неактивна православна црква у Полоцку, архитектонски споменик 11.-18. века, прва камена грађевина на територији савремене Белорусије.
Саграђен средином 11. века у византијском стилу, храм је освећен у име Светој Софији. До данас је сачуван храм Свете Софије у значајно измењеном облику, коначно је обновљен у 18. веку у виљнуском барокном стилу. У овом облику сачувана је до данас.
Богослужења у храму Свете Софије прекинута су 1920-их и настављена 1942-1944. Од краја 1969. до 1983. године у храму су вршени рестаураторски радови (аутор пројекта је био белоруски архитекта Валериј Сљунченко) и архитектонска и археолошка истраживања под руководством кандидата историје уметности Валентина Булкина. Након њиховог завршетка, отворени су Музеј историје архитектуре храма Свете Софије и концертна сала за камерну и оргуљску музику.

## Оригинална зграда
Након бројних разарања и реконструкција, од древне храма из 11. века остали су само темељи, доњи делови зидова и потпорни стубови, а само источна апсида се уздиже на висину од око 12 метара. Приликом изградње храма у 11. веку као грађевински материјал коришћен је постоље - равна цигла, чију су рецептуру, као и технологију зидања, овде донели византијски мајстори. Зидање храма изведено је у класичној техници за византијску архитектуру са „удубљеним редом“, када је сваки други ред постоља био сакривен, увучен дубоко у зид и натрпан цементом на врху. И храм је споља изгледао тако пругаст и неомалтерисан у 11. веку, али су изнутра зидови били малтерисани и осликани фрескама.

## Унијатски период
Након заузимања Полоцка 1579. године од стране трупа краља Стефана Баторија, Саборна црква Свете Софије постала је једина црква у граду која је припадала православнима. Након потписивања Брестовске уније 1596. године, традиционално православље је пребачено у статус илегалне вероисповести коју су прогониле унијатске власти, а сва њена имовина, укључујући и храм, пренета је унијатима. После пожара и делимичног уништења 1607. године, храм је била у запуштеном стању; 1618. године, унијатски архиепископ Јосафат Кунцевич је обновио храм.
Године 1642. храм је поново оштећен у пожару, али је убрзо обновљен. Током руско-пољског рата, Полоцк су ослободиле руске трупе цара Алексеја Михајловича, који су посетиле храм 1654. године. До 1667. храм Свете Софије је била православна, а затим су је поново преузели унијати.

## Затварање и рушење храма
Током Северног рата, по наређењу цара Петра Великог, храм је коришћен као складиште муниције и оружја, а након експлозије 1710. године знатно је оштећена.
Дана 11. јула 1705. године, након инцидента, храм је затворена од стране руске војске. У почетку је цар Петар намеравао да пренесе храм православној заједници, али су они то одбили да прихвате, плашећи се да ће против њих почети репресија након одласка руских трупа.
У предворју храма налазило се складиште барута, које је експлодирало 1. маја 1710. године, након чега је Саборна црква Свете Софије делимично порушена и лежала је у рушевинама до 1738. године.

## Опоравак и каснија историја
Рестаурацију храма извршио је унијатски архиепископ Флоријан Гребницки. До 1750. године, храм са две куле у барокном стилу Вилне подигнута је на преживелим темељима зидина и освећена у част Силаска Светог Духа. Током Отаџбинског рата 1812. године, француске трупе су храм користиле као шталу.
После црквеног сабора 1839. године, који је отворен унутар зидина храма, саборна црква постаје православна.
Током 1911-1914, храм је доживео велику обнову. Године 1924., као део совјетске атеистичке политике, црква је затворена и претворена у локални историјски музеј. За време немачке окупације од 1942. до јула 1944. године, храм Свете Софије је била активан, а затим поново затворен.
1985. у храм су уграђене оргуље од стране компанија Риегер Клос и користио се као концертна дворана.

## Тренутно стање
После рестаурације 1750. године, храм је постао тробродна, једноапсидна базилика, оријентисана ка северу. На јужној страни су се уздизале две симетричне куле до висине од 50 м. Обновљена у вилњанском барокном стилу, храм је такође добио нови дизајн ентеријера. Поред барокних стубова, појавили су се многи украси од штукатуре, фигурирани вијенци и помало необична шема боја. Олтарски део храма био је одвојен од централног брода високом трослојном преградом, уз коју се на своду налазила барељефна слика Новозаветне Тројице. Други и први ниво су окречени и украшени дрвеним скулптурама. Од слика на олтарској прегради сачувани су: копија чувене фреске Леонарда да Винчија „Тајна вечера” и Спаситељ нерукотворен.
У концертној дворани храма Свете Софије годишње се у априлу и новембру одржавају фестивали античке и модерне камерне и оргуљашке музике, најпознатији од њих је фестивал „Звани Сафии“, сваке недеље се изводе концерти оргуљашке музике. од солисте концертне сале.
Такви виртуозни оргуљаши као што су Јохан Трумер (Аустрија), Пјер Гиво (Француска), Вероника Вебер-Геркен (Немачка) већ су имали част да наступе у храму Свете Софије у Полоцку.
Једном годишње, 5. јуна, на дан сећања на свету Ефросинију Полоцку, одржава се православно богослужење. Након тога се одвија крсни ход од Саборне цркве Свете Софије до Спасо-Еуфросинијевог манастира.
У Софији Полоцкој идентификовани су натписи из 11. века. У темељу, на великом равном камену, исцртана су имена људи који су саградили храму: „Давид, Тоума, Микуола, Копеш“, као и „Петр, Воришко“. 